# Amt Honhardt

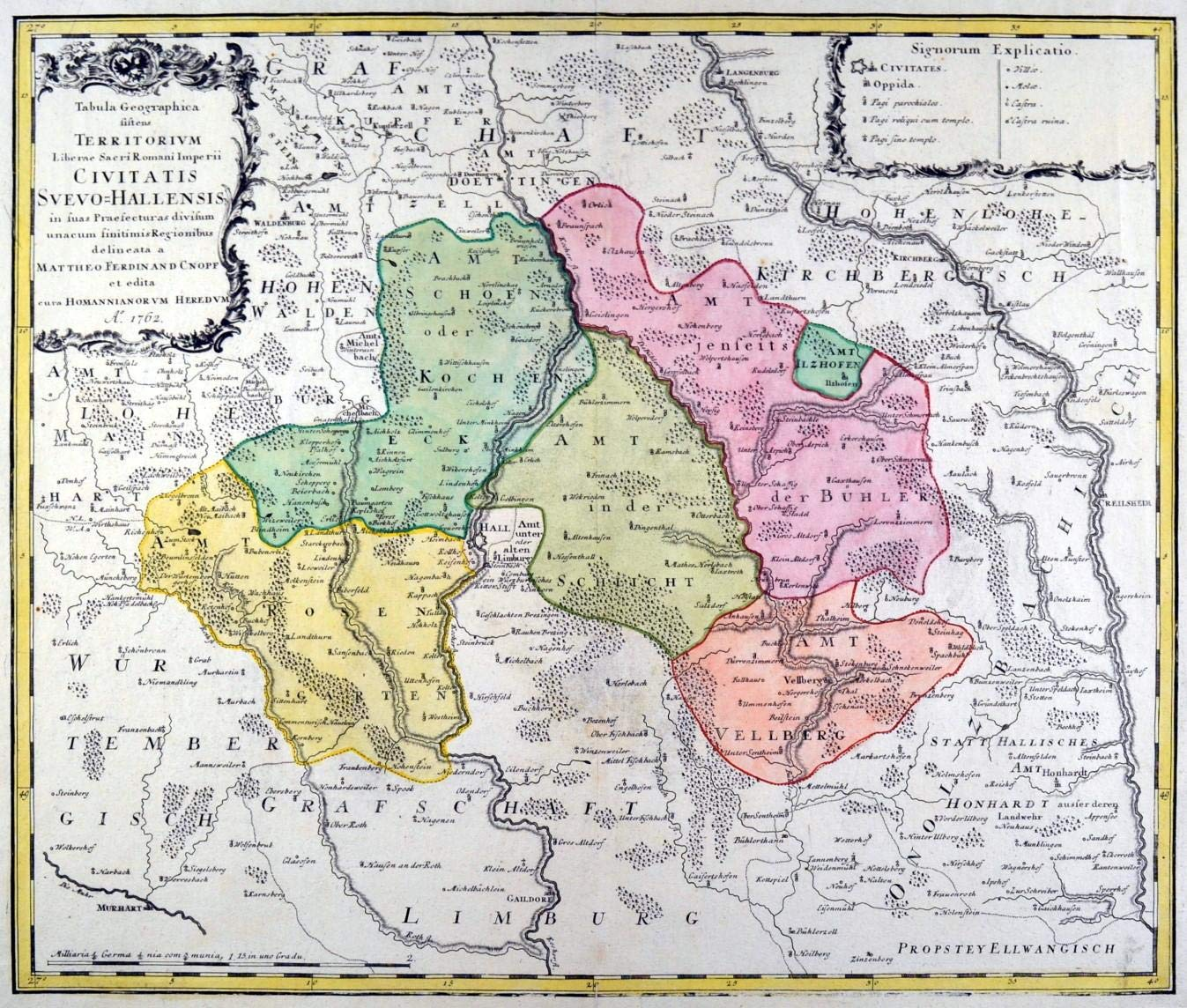
Genordete Karte des hällischen Territoriums im Jahre 1762. Das Amt Honhardt – ohne Flächenfärbung – liegt in der rechten unteren Ecke.

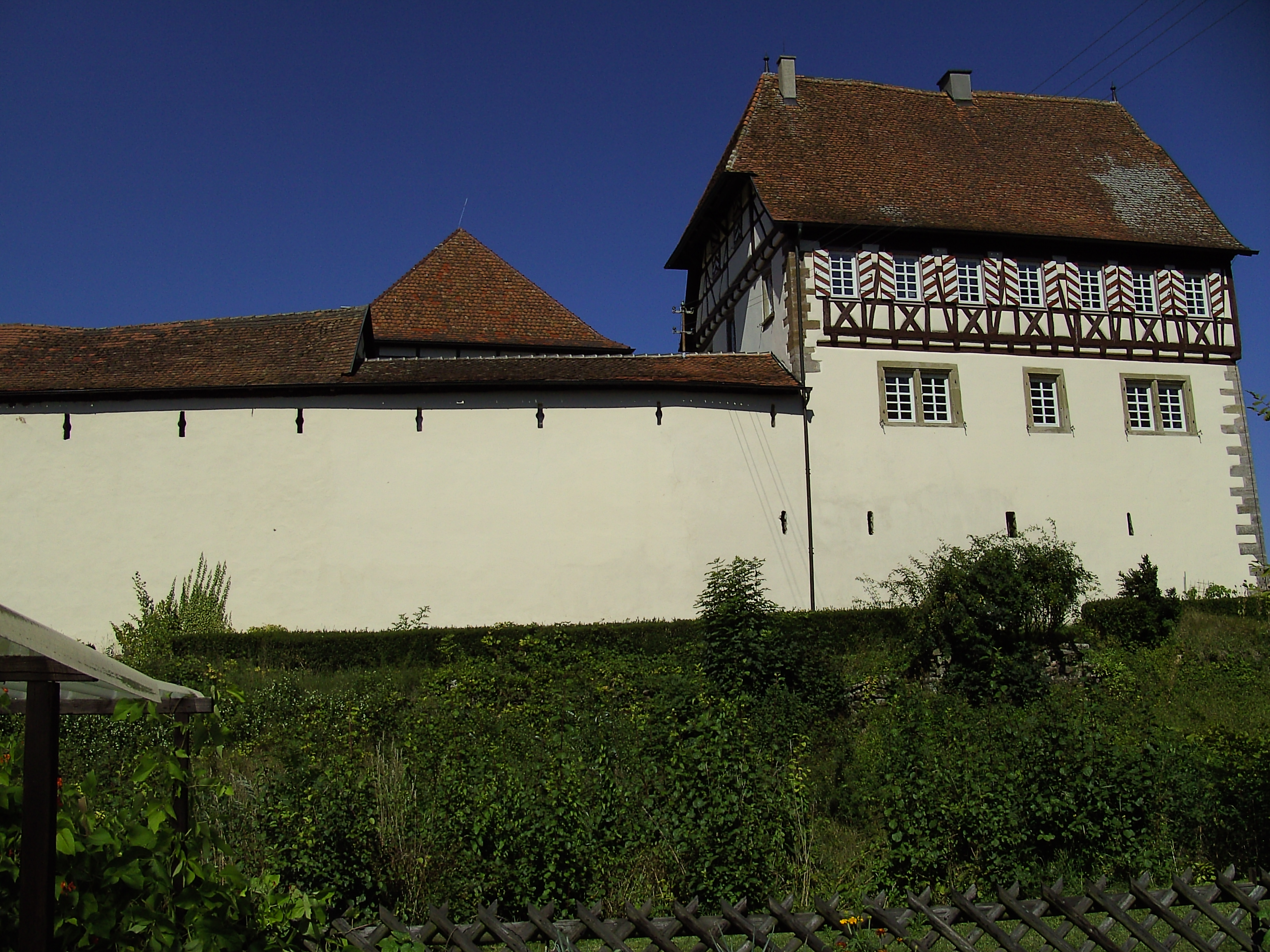
Wasserschloss Honhardt

Das Amt Honhardt war bis 1803 eines von sieben städtischen Ämtern der Reichsstadt Hall, dem heutigen Schwäbisch Hall im nördlichen Baden-Württemberg.
Das Amt Honhardt lag weit im Südosten des hällischen Territoriums, außerhalb der Haller Landhege. Nutznießer und Grundherr des Amts war das Haller Spital. Das Amtsgebiet ging deutlich über die Grenzen des heutigen Ortsteils, der vorherigen Gemeinde Honhardt, hinaus. 
Im Jahre 1803 hatte das Amt 1708 Einwohner. Sein Sitz war das Wasserschloss in Honhardt. Der Ort ist heute ein Ortsteil der Gemeinde Frankenhardt im Landkreis Schwäbisch Hall.
Die Ämter der Reichsstadt Hall zogen die Abgaben der Untertanen ein. In den einzelnen Orten hatten oft auch andere Herrschaften wie Brandenburg-Ansbach und das Haus Hohenlohe Teile der Rechte inne. 
Mit dem Ende der Reichsstadt Hall ging das Schloss in württembergischen Staatsbesitz über und diente für wenige Jahre weiter dem württembergischen Oberamt Honhardt als Amtssitz, das im Jahre 1810 im Oberamt Crailsheim aufging.